# Manuel Andrés Casaus
Manuel Andrés Casaus (Elizondo, Navarra, 1892? - Sant Sebastià, Guipúscoa, 10 de setembre de 1934) va ser un periodista i polític navarrès del període de la Segona República.

## Biografia
Periodista navarrès nascut a Elizondo, des de 1914 va viure a Sant Sebastià, on va treballar en la Redacció d'El Pueblo Vasco fins que va fundar, en 1920, el vespertí "La Prensa", del que va ser director. Durant la Dictadura de Primo de Rivera va ser un decidit activista republicà, arribant a entaular amistat amb Manuel Azaña. Va participar durant la fallida revolta republicana de desembre de 1930 a Sant Sebastià intentant prendre el control de l'edifici del govern civil.
Després de la instauració de la Segona República Espanyola, va ser nomenat governador civil de diverses províncies, com a Segòvia, Navarra i Saragossa (1931). Mentre era governador civil en 1932 es destacà per tal de tallar de soca-rel totes les conspiracions antirepublicanes carlines. En març de 1933 fou nomenat Director General de Seguretat.
El 10 de setembre de 1934 apareixia mort Andrés Casaus, presumiblement assassinat en venjança per la mort el dia anterior del líder local de la Falange a Sant Sebastià Manuel Carrión Damborenea.